# Cimetière des esclaves de Saint-Paul
Le cimetière des esclaves de Saint-Paul est un cimetière datant de la période de l'esclavage à Bourbon situé sur la commune de Saint-Paul à La Réunion, décou[pas clair].  

## Histoire
En 2006, les chercheurs Sudel Fuma, maître de conférences en histoire contemporaine à l’Université de La Réunion, ainsi que Bernard Rémy et Emmanuel Marcadé du Laboratoire de cartographie appliquée de l’Université de La Réunion, présentent une carte du littoral, datée de 1806, qui mentionne l’existence d’un cimetière d’esclaves au lieu-dit la Grotte des Premiers Français. Le document mentionne « Caverne servant de cimetière pour les noirs » qui serait en bordure de la ravine Bernica à Saint-Paul. Les fouilles entreprises restent alors cependant vaines.
Mis au jour par la houle générée par le cyclone Gamède en 2007, des ossements révèlent la présence d'un cimetière d'esclaves sous le terre-plein qui servait de parking à l'arrière du cimetière marin de Saint-Paul. Les archives montrant que le mur contemporain du cimetière avait cette délimitation en 1835, voire possiblement depuis 1800, les inhumations des esclaves étaient donc réalisés à l’écart du cimetière marin. Cependant l'historien Sudel Fuma note qu'« avant 1820, il y avait une séparation très nette entre les sépultures des Blancs et des autres », avant que la distinction devienne moins stricte.
Sous terre, plusieurs milliers de restes humains sont découverts, de 2 000 à 4 000 sur 2 500 m2, dont la présence caractéristique du squelette d’une jeune femme présentant des dents taillées en forme de pointe, signe d’une mutilation dentaire correspondant à des rituels africains du sud de la Tanzanie et du nord du Mozambique,. Cette mise au jour fait réapparaître le cimetière dont on trouve trace par les travaux de Sudel Fuma et Prosper Ève, dans les archives avec le rejet dès 1788 d'une requête visant à réserver un espace exclusif de sépulture aux esclaves  .
Après plusieurs années de fouilles, le cimetière des esclaves est inauguré le vendredi 10 mai 2019 dans le cadre de la Journée nationale des mémoires de la traite et de l'esclavage et de leurs abolitions, avec un hommage à Delphine Hélod, esclave affranchie.